# Mistrzostwa Afryki w Piłce Siatkowej Kobiet 1997
XI Mistrzostwa Afryki w piłce siatkowej - turniej rozegrany w 1997 roku, po raz czwarty w historii wygrały Kenijki, które wyprzedziły reprezentantki Nigerii i Angoli.

## System rozgrywek
Pięć zespołów zagrało systemem każdy z każdym. 
1. Nigeria
2. Kenia
3. Mozambik
4. Angola
5. Południowa Afryka

## Klasyfikacja końcowa
| 1. | Kenia             |
| 2. | Nigeria           |
| 3. | Angola            |
| 4. | Południowa Afryka |
| 5. | Mozambik          |